# MOMO購物網
富邦媒體科技（簡稱：富邦momo，momo，momo購物網，臺證所：8454）成立於2004年9月，為富邦集團旗下公司，主要法人股東是大富媒體科技股份有限公司（台灣大哥大子公司）。2005年1月momo購物台正式開播，每天向臺灣全國500萬收視戶播送24小時節目；2005年5月momo購物網上線，目前為臺灣最大B2C(Business To Customer)購物網；同年momo型錄創刊，為全臺第一大購物型錄。為提供消費者便利安心的優質服務，2009年成為臺灣第一家通過ISO 27001資訊安全認證的虛擬通路業者。

## 歷史
2016年，momo購物網營收達新臺幣205.8億元，僅小於PChome網路家庭的新臺幣257.41億元，是臺灣第二大的網路購物業者。
2017年，計入電視購物、型錄事業和其他相關收入，營收達新臺幣332.4億元。
2018年，全年累計營收達新臺幣420.2億元，年增26.4%，再創歷史新高，為全臺最大B to C (Business To Customer)購物網。

2019年11月19日，推出MOMO卡增進會員忠誠度，全年累計營收達新臺幣518.3億元，年增23.4%，續創歷史新高。

2021年，富邦媒合併營收達884億元，年增31.5%。EBITDA（稅息折舊及攤銷前利潤）約為49.92億元，年增64.5%，合併稅前純益40.8億元，歸屬於母公司業主稅後純益32.8億元，每股盈餘（EPS）18.02元，年增68.8%。
2022年5月20日，富邦媒111年度股東常會決議通過每股配發15元，包含提列現金股利約23.7億元，每股配發現金股利13元；股票股利1元；自資本公積每股配發1元股票股利，總股利優於前一年度。
2022年6月21日，董事會通過董事長林啟峰退休並辭任董事長職務，改任高級顧問，由富邦集團董事長蔡明忠接任董事長一職。

## 外部連結
- momo購物網 （页面存档备份，存于）（繁體中文）
- momo摩天商城 （页面存档备份，存于）
- momo富立財產保代 （页面存档备份，存于）
- momo好物開箱部落格 （页面存档备份，存于）
- 台灣公司資料
- momo 富邦媒體科技股份有限公司 （页面存档备份，存于）
- momo購物網_快樂購特約商_HAPPYGO_快樂購 （页面存档备份，存于）
- 348 momo2台－中華電信 MOD 網站 （页面存档备份，存于）
- 398 momo1台－中華電信 MOD 網站 （页面存档备份，存于）
- momo購物 l 生活大小事都是momo的事 APP(Android版) （页面存档备份，存于）
- momo購物 l 生活大小事都是momo的事 APP(ios版) （页面存档备份，存于）
- momo購物網的Facebook專頁（繁體中文）
- momo購物網的Instagram帳戶（繁體中文）
- YouTube上的momo購物一台 CH47/48 頻道
- YouTube上的momo購物二台 CH35 頻道